# Terizinosauroïdeus
Els terizinosauroïdeus (Therizinosauroidea) constitueixen un grup de dinosaures maniraptors que visqueren des del Cretaci inferior fins al Cretaci superior. Les seves restes fòssils s'han trobat a Mongòlia, la Xina i a l'oest de Nord-amèrica.

## Taxonomia
- Superfamília Therizinosauroidea
  - Gènere Beipiaosaurus
  - Gènere Falcarius
  - Gènere Jianchangosaurus
  - Família Alxasauridae
    - Gènere Alxasaurus

  - Família Therizinosauridae
    - Gènere Enigmosaurus
    - Gènere Erliansaurus
    - Gènere Erlikosaurus
    - Gènere Nanshiungosaurus
    - Gènere Neimongosaurus
    - Gènere Nothronychus
    - Gènere Segnosaurus
    - Gènere Suzhousaurus
    - Gènere Therizinosaurus